# Elektroiugli
Elektroiugli é uma cidade da Rússia, no Oblast de Moscou. 